# Madonna di Borgo San Lorenzo
La Madonna di Borgo San Lorenzo è un dipinto frammentario a tempera e oro su tavola (81,5x41 cm) attribuito a Giotto, databile al 1290 circa e conservato nella pieve di San Lorenzo a Borgo San Lorenzo. Sebbene non ancora assegnata con certezza al maestro, è assai probabile che si tratti di una delle più antiche opere del suo catalogo, dipinta quando aveva circa venticinque anni.

## Storia
Per tutto il XIX secolo e fino al primo decennio almeno del XX secolo, la tavola si trovava in una nicchia sull'altare principale dell'oratorio della compagnia di Sant'Omobono, situato di fronte alla pieve. Presentava colori così anneriti dallo sporco che nelle guide del primo Novecento era menzionata come "immagine bizantina, dal volto morato".
Nel 1966 la Soprintendenza la trovò nella canonica della Pieve e due anni dopo, nel 1968, fu trasferita a Firenze, nel Cenacolo di Fuligno. Nel 1978 entrò nei laboratori dell'Opificio delle Pietre Dure e qui restaurata tra il settembre del 1982 e il luglio del 1984. Nel 1987 il dipinto restaurato fu restituito alla Pieve di Borgo san Lorenzo, trovandovi posto nella navata destra.
Il restauro del 1982-1984 ha permesso di riscoprine la qualità pittorica e di registrare alcuni dati tecnici che hanno fatto accostare il frammento a opere di Giotto quali il Crocifisso di Santa Maria Novella e la Madonna di San Giorgio alla Costa. Fu Luciano Bellosi, nel 1985, ad affermare per primo l'autografia giottesca della tavola, seguito da Giorgio Bonsanti (1985), Lunghi (1986), Tartuferi (1987, 1990), Sandrina Bandera Bistoletti (1989), Maria Matilde Simari (1997), Miklós Boskovits (2001) ed altri ancora. Perplessità circa l'autografia di Giotto sono state avanzate da pochi autori, quali Alessandro Conti (1993), Francesca Flores D'Arcais (1995).

## Descrizione
L'opera, frammento di una Maestà, rappresenta la Madonna con in braccio il Bambino: la posizione di quest'ultimo riprende il tema bizantino della Madonna Glicofilusa, usato già ad esempio nella Madonna di Castelfiorentino di Cimabue, ma qui resa ancora più tenera e familiare dall'afferrare con la piccola mano un dito della madre, secondo l'accentuazione della cosiddetta poetica degli affetti che caratterizzò la scuola toscana rispetto ai distaccati modelli bizantini.
Gli occhi sono allungati e il volto espressivo, mostrando anche similitudini con la successiva Madonna di San Giorgio alla Costa (1295 circa) per i lineamenti del viso, le mani lunghe e delicate, il panneggio delicato, il bordo dorato della veste. Probabilmente anche la cromia, prima di annerirsi, doveva essere più simile a quella dell'altra Madonna.

## Stile
Appare già pronunciato un senso del volume e dello spazio tipico delle opere mature di Giotto, con influssi della scuola romana, forse assimilati in occasione di un primo viaggio a Roma al seguito del maestro Cimabue.
Un'analisi attenta dell'opera mostra le innovazioni che Giotto stava mettendo in campo già in quest'opera precoce della sua attività. Per la prima volta si dipingeva tenendo conto della presenza di un'unica fonte di luce e modulando i chiaroscuri in funzione di essa, creando quindi effetti assolutamente realistici. Ciò è evidente soprattutto nella guancia sinistra della Madonna, nel fianco sinistro della canna del suo naso, nella parte sinistra del suo collo, e nella parte più a destra dell'avambraccio sinistro di Gesù Bambino: sono tutte parti in penombra, lasciando intuire che la luce proviene dal lato opposto. Oltre a creare una modulazione chiaroscurale più attinente alla realtà, questa disposizione di luci ed ombre delinea una profondità spaziale dei tratti del viso che non è evidente nelle precedenti opere di Cimabue (come la Madonna di Castelfiorentino del 1283 circa) o di Duccio di Buoninsegna (come la Madonna Rucellai del 1285). Anche il già menzionato avambraccio del Bambino ha in Giotto una collocazione tridimensionale che non ha precedenti. Infine appare interessante anche la mano sinistra di Maria che è riportata più realisticamente nello spazio tridimensionale e non è più stilizzata come quella di Cimabue. Lo stesso principio dell'unica fonte di luce è applicato anche alle vesti.
Ma le novità del panneggio non riguardano solo la resa in funzione dell'unica fonte luminosa. Le pieghe hanno una disposizione diversa, sembrano più in altorilievo e si adagiano secondo decorsi alquanto reali. È particolarmente significativo il manto sopra la testa di Maria, caratterizzato da pieghe aggettanti con disposizione verticale, ben diverse da quelle arcuate della Maestà del Louvre di Cimabue del 1280 circa, ma anche a quelle più cadenti della Madonna Rucellai di Duccio. Il manto di Maria dipinto dal giovane Giotto sembra più vero.
La Madonna smette di avere la testa inclinata a tre quarti, come in tutte le opere precedenti di Cimabue e di altri artisti. La testa è improvvisamente dritta secondo una postura ben più realistica. Gli occhi determinano uno sguardo concentrato e fisso, da persona presente, ben diverso dallo sguardo vago delle opere precedenti.